# Лео Леб
Лео Леб (1869—1959) — німецький та американський біолог та патолог.

## Біографія
Народився в Маєні, мав старшого брата Жака Леба, також відомого патофізіолога. Разом з родиною переїхав до Швейцарії. Навчався в Цюрихському університеті, де 1897 року закінчив медичний факультет. На той час Жак переїхав до США, тому Лео подався за ним.
Працював у Чиказькому університеті, Університеті Макгілла та Пенсильванському університеті. У 1910 році його призначили керівником досліджень у шпиталі в Сент-Луїсі, а у 1915—1937 роках він був професором порівняльної патології в Вашингтонському університеті в Сент-Луїсі.
Був одружений з Джорджіаною Сендс Леб, також дослідницею.
Лео Леб був одним з 11 засновників Американської асоціації дослідження раку. У 1909—1910 роках він був секретарем організації, а 1911 року — її президентом.
1937 року був обраний членом Національної академії наук США.

## Науковий внесок
Був одним з піонерів культивування тканин, вивчав вірусну природу раку.
Перші дослідження Лео Леб розпочав 1895 року в лабораторії Гуго Рібберта в Цюриху. Він досліджував трансплантацією шкіри між темними та світлими кавіями. Імовірно, дослідження стосувалися «ембріональної теорії раку» Рібберта.
У лабораторії свого брата Жака в Чикаго Лео Леб вивчав роль епітеліальних клітин у заживленні ран.

## Наукові праці
- The Biological Basis of Individuality (1944)